# 美美信號場
美美信號場（日语：／ Bibi shingōjō */?）是位於日本北海道千歲市美美，屬於北海道旅客鐵道（JR北海道）千歲線的信號場。

## 概要
美美信號場於1926年作為美美站開業，2017年因為乘客數量太少作為車站廢除，降格為信號場。車站時代的電報略號為ヒヒ，車站編號為H15，廢除前一部分普通列車都通過此站。
此站也是全日本首個被廢除而可以使用IC卡的車站。

### 信號場名由來
阿伊努語轉訛而來，有諸多說法。
其中一說是現在的美美川支流眾多而屈曲，稱為「pet-pet」（川・川），或是「pe-pe」（水・水），故而得名。

## 構造
複線之間設有上下待避線1線的信號場。
旅客站時代站舍側起側式1面1線（3號月台）、島式1面2線（2、1號月台），合計2面3線的地面車站，各月台以跨線天橋聯絡。千歲站管理的無人站，設置簡易Kitaca閘機。

### 旅客站當時月台配置
| 月台 | 路線    | 方向           | 目的地               |
| ---- | ------- | -------------- | -------------------- |
| 1    | ■千歲線 | 上行           | 苫小牧方向           |
| 2    | ■千歲線 | （上下待避線） | （上下待避線）       |
| 3    | ■千歲線 | 下行           | 札幌、手稻、小樽方向 |

## 車站時代使用情況
- 截至1978年平均乘客數為5名，作為經營合理化政策成為無人化對象[5]。
- 2011 - 2015年的每日平均上下車人次調查（11月的調查日）為「1名以下」[報道 2][新聞 1][新聞 2]。

## 車站周邊
- 國道36號
- 美美貝塚
- 千歲市環境中心
- 新千歲汽車樂園（日语：新千歳モーターランド）

## 相鄰車站
北海道旅客鐵道（JR北海道）
■千歲線
植苗（H16）－（美美信號場）－南千歲（H14）

### 報道發表資料
1. 1 2 3   (PDF) (新闻稿). 北海道旅客鉄道. 2016-12-16  [2016-12-16]. （原始内容存档 (PDF)于2016-12-16）.
2. ↑   (PDF). 平成28年度事業運営の最重点事項. 北海道旅客鉄道: 6. 2016-03-28  [2017-09-25]. （原始内容存档 (PDF)于2020-02-04）.